# کیگ‌داون

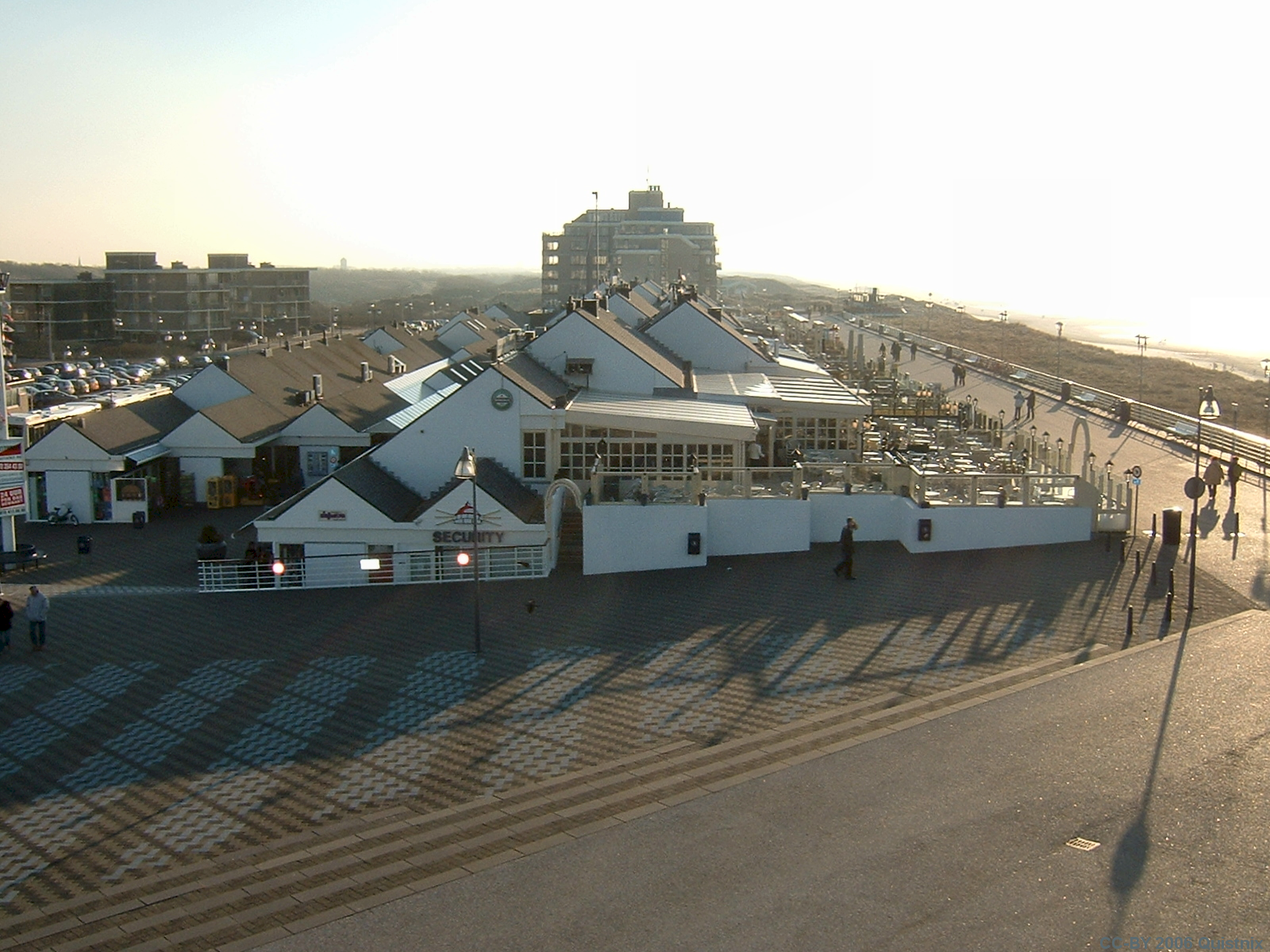
نمایی از کیگ‌داون، محله‌ای در جنوب شهر لاهه، هلند - ۲۰۰۶

کیگ‌داون (به هلندی: Kijkduin en Ockenburgh) محله در جنوب شهر لاهه هلند در امتداد خط ساحلی این شهر قرار دارد . کیگ‌داون تا پیش جنگ جهانی دوم شهر آبادی بوده است اما به دلیل جنگ تخریب شده است . میزان تخریب به حدی بوده است که تنها ۵۶ خانه پس از جنگ باق‌مانده بود به همبن دلیل مسئولان شهر پس از جنگ تصمیم گرفتند کیگ‌داون را به یک شهرک تفریحی و توریستی تبدیل کنند . 

## جاذبه‌های توریستی
- بنیاد شخونیگن (موزه جنگ)
- کلبه اوه جان
- پارک پان‌داون
- گلف اوکنبورگ
- جنگل سنبله اوکنبورگ
- سالن بولینگ
- رستوران فرانسوی اوک
- پلاژ برهنگی